# روبوتو
روبوتو (انگلیسی: Roboto) (‎/roʊˈbɒt.oʊ/‎) یک تایپ‌فیس سنز-سریف است که توسط گوگل به عنوان فونت سیستم برای سیستم عامل موبایل اندروید خود توسعه یافته و در سال ۲۰۱۱ برای "اندروید بستنی حصیری" منتشر شده‌است.
کل خانواده فونت تحت مجوز آپاچی مجوز گرفته‌است. در سال ۲۰۱۴، روبوتو برای اندروید آبنبات‌چوبی دوباره طراحی شد.

## استفاده
روبوتو فونت سیستم پیش‌فرض در اندروید است و از سال ۲۰۱۳، سایر سرویس‌های گوگل مانند گوگل پلی، یوتیوب، گوگل مپس، و جستجوی تصاویر گوگل از آن استفاده می‌کنند.
در سال ۲۰۱۷، روبوتو در ساعت‌های شمارش معکوس LCD در خطوط بخش B مترو شهر نیویورک استفاده شد.
روبوتو ضخیم فونت پیش‌فرض در آنریل انجین و در نرم‌افزار کودی است. روبوتو متراکم برای نمایش اطلاعات نسخه‌های اروپایی بسته‌بندی نینتندو سوییچ، از جمله نسخه‌های فیزیکی بازی‌ها استفاده می‌شود. همچنین حروف لاتین در قلم وزیرمتن با روبوتو نمایش‌داده می‌شوند.
سازمان ملل متحد از روبوتو در وبگاه خود و در اسناد رسمی استفاده می‌کند.

## تاریخچه

### توسعه اولیه
این فونت توسط کریستین رابرتسون طراحی شده‌است که قبلاً یک فونت توسعه‌یافته Ubuntu Titling را از طریق بتاتایپ منتشر کرده‌بود. این فونت به‌طور رسمی در ۱۲ ژانویه ۲۰۱۲ در وبگاه طراحی اندروید برای دانلود رایگان در دسترس عموم قرار گرفت.

## پشتیبانی از زبان‌ها
روبوتو از خط لاتین، یونانی (جزئی) و سیریلیک پشتیبانی می‌کند.
در اندروید، فونت‌های نوتو برای زبان‌هایی استفاده می‌شود که توسط روبوتو پشتیبانی نمی‌شوند، از جمله نویسه‌های چینی (ساده‌شده و سنتی)، ژاپنی، کره‌ای، تایلندی و هندی.